# Peinaleopolynoe
Peinaleopolynoe is een geslacht van borstelwormen uit de familie van de Polynoidae.

## Soorten
- Peinaleopolynoe elvisi Hatch & Rouse, 2020
- Peinaleopolynoe goffrediae Hatch & Rouse, 2020
- Peinaleopolynoe mineoi Hatch & Rouse, 2020
- Peinaleopolynoe orphanae Hatch & Rouse, 2020
- Peinaleopolynoe santacatalina Pettibone, 1993
- Peinaleopolynoe sillardi Desbruyères & Laubier, 1988